# マーネース

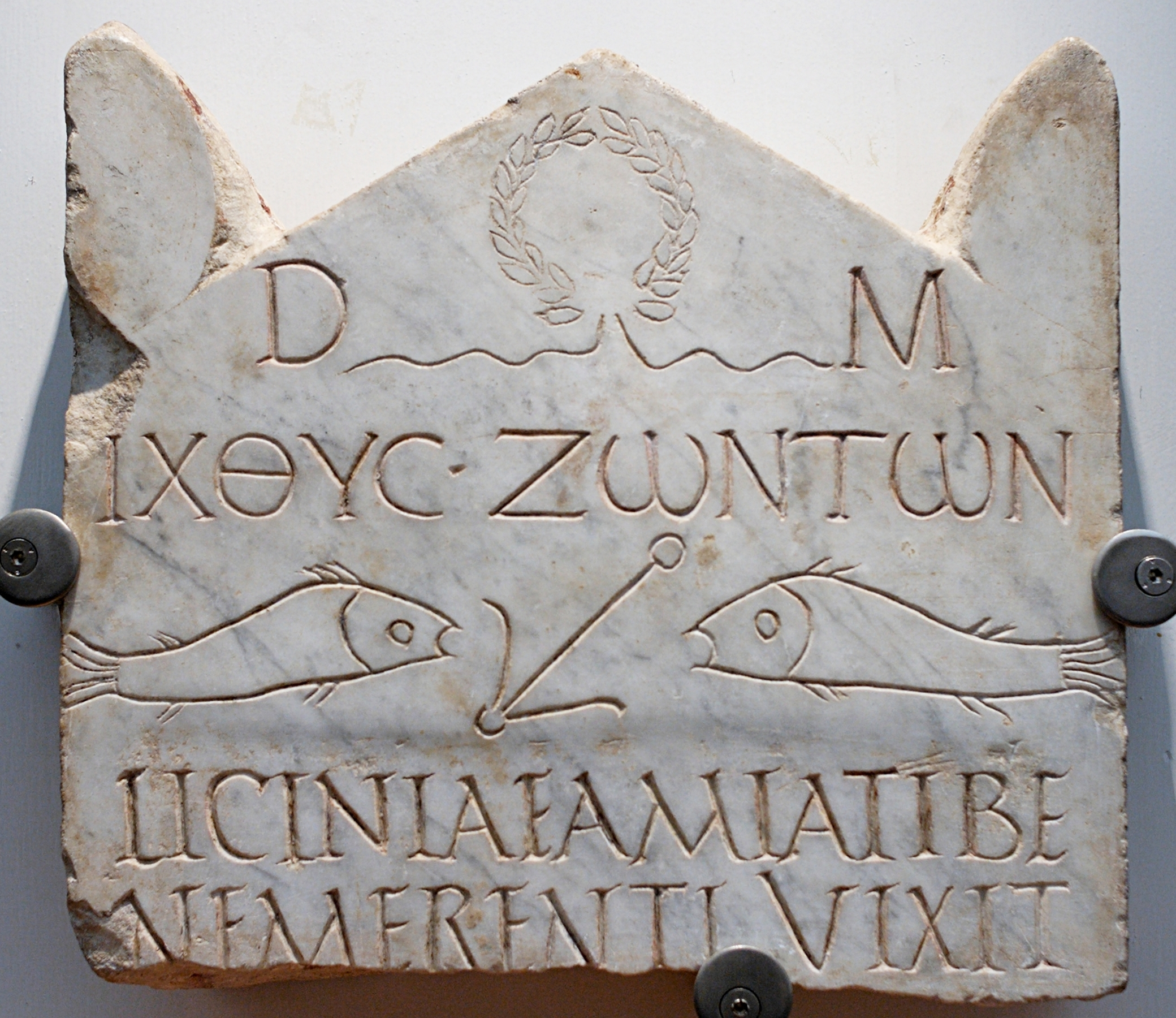
3世紀のキリスト教徒の墓石にも "D.M." と刻まれている。

マーネース（Mānēs）は古代ローマにおいて、亡くなった愛する人の魂を意味した。弱い精霊の一種としてはラレース、ゲニウス、ペナーテースに近い。2月に行われるパレンターリア祭およびフェラーリア祭で崇められた。長音を肖像してマネスとも表記される。
ディ・マーネース (Di Manes) とも呼ばれる（Di は「神」の意）。古代ローマの墓石には "D.M." という文字がよく刻まれていて、dis manibus（マーネース神のために）を意味した。この言葉はまた、暗にハーデースまたは冥界を示すのにも使われた。
マーネースの語源は古い形容詞 manus（良い）であり、その反対語は immanis である。
マーネースには血の生贄を提供した。剣闘士の試合がもともと葬式で催されていたのも、マーネースへの捧げ物だった可能性がある。
キケローによれば、アヴェルヌス湖付近の特定の洞窟でマーネースを呼び出すことができるという。

## ラピス・マナリス
ラピス・マナリス (lapis manalis) は「マーネースの石」の意で、古代ローマには2種類のラピス・マナリスがあった。1つめは、新たな町を建設する際、丸い穴を掘り、そこに「ラピス・マナリス」と呼ばれる石を基礎として置いて、冥界への門を表したものである。
もう1つは雨乞い用の石である。古代ローマでは日照りが続くと大神官を先頭にした行列でセルウィウス城壁のカペーナ門からカンピドリオまでラピス・マナリスと呼ばれる石を運び、これに水をかけながら天空神ユーピテルに祈りを捧げた。これは類感呪術の一種と見ることができる。
これらは名前が同じだが混同すべきではない。